# A cirkónium izotópjai
A cirkónium  (Zr) a természetben négy stabil (közülük az egyikről a jövőben kiderülhet, hogy radioaktív) és egy nagyon hosszú felezési idejű radioaktív izotóp formájában fordul elő. Utóbbi (a 96Zr) primordiális nuklid, kettős béta-bomlással, 2,0·1019 év felezési idővel bomlik, de átalakulhat egyszeres béta-bomlás útján is – noha ezt még nem figyelték meg, de az elméletileg számított t1/2 is 2,4·1020 év).
A második legstabilabb radioizotópja a 93Zr, melynek felezési ideje 1,53 millió év. Huszonhét további radioizotópot figyeltek meg, ezek felezési ideje – a 95Zr (64,02 nap), 88Zr (63,4 nap) és 89Zr (78,41 óra) kivételével – egy napnál is rövidebb. A 92Zr-nél könnyebb izotópok esetén a fő bomlási mód az elektronbefogás, a nehezebbek pedig jellemzően béta-bomlóak.
A cirkónium a legnehezebb elem, mely szimmetrikus magfúzió révén keletkezhet – a kiindulási mag lehet 45Sc vagy 46Ca, ezekből (a 90Mo-ből két pozitív béta-bomlást követően) 90Zr, illetve 92Zr keletkezik. Minden nehezebb elem aszimmetrikus fúzió vagy szupernóva összeomlása során keletkezik. Mivel ezen folyamatok nagy része energiaelnyelődéssel jár, a cirkóniumnál nehezebb elemek nuklidjainak nagy többsége instabil a spontán hasadással szemben, bár ennek a folyamatnak a felezési ideje sokszor túl hosszú ahhoz, hogy meg lehessen figyelni.
Standard atomtömeg: 91,224(2) u.

## Cirkónium-89
A 89Zr a cirkónium egyik radioizotópja, felezési ideje 78,41 óra. A természetes ittrium-89 protonokkal történő besugárzásával állítják elő. Legjellemzőbb gamma-fotonjának energiája 909 keV.
A cirkónium-89-et speciális, például cirkónium-89-cel jelölt antitesteket használó  pozitronemissziós tomográfiás képalkotásos diagnosztikai vizsgálatokban alkalmazzák (immun-PET).

## Cirkónium-93
| Hasadóanyag | Termikus neutron | Gyors neutron | 14 MeV-os neutron |
| ----------- | ---------------- | ------------- | ----------------- |
| 232Th       | nem hasad        | 6,70 ± 0,40   | 5,58 ± 0,16       |
| 233U        | 6,979 ± 0,098    | 6,94 ± 0,07   | 5,38 ± 0,32       |
| 235U        | 6,346 ± 0,044    | 6,25 ± 0,04   | 5,19 ± 0,31       |
| 238U        | nem hasad        | 4,913 ± 0,098 | 4,53 ± 0,13       |
| 239Pu       | 3,80 ± 0,03      | 3,82 ± 0,03   | 3,0 ± 0,3         |
| 241Pu       | 2,98 ± 0,04      | 2,98 ± 0,33   | ?                 |

A 93Zr a cirkónium egyik radioaktív izotópja. Felezési ideje 1,53 millió év, kis energiájú béta-részecske kibocsátásával nióbium-93m-re bomlik, mely 14 éves felezési idővel, kis energiájú gamma-sugárzás kibocsátása közben alapállapotú 93Nb-má alakul. A 7 hosszú felezési idejű hasadási termék egyike. Kis fajlagos aktivitása és az általa kibocsátott sugárzások kis energiája korlátozzák ezen izotóp radioaktív veszélyét.
A maghasadás során (ha 235U-öt termikus neutronokkal hasítanak) 6,3%-os mennyiségben keletkezik, ami megfelel a többi leggyakoribb hasadási termék részarányának. Az atomreaktorok rendszerint nagy mennyiségű cirkóniumot tartalmaznak a fűtőelemrudak köpenyeként, melyekben a 92Zr-ből a neutronsugárzás hatására keletkezik valamennyi 93Zr, bár az átalakulást korlátozza a 92Zr kis, 0,22 barnos neutronbefogási hatáskeresztmetszete.
A 93Zr neutronbefogási hatáskeresztmetszete is kicsi, 2,70 barn.  Vándorlási sebessége a talajban viszonylag kicsi, így geológiai elhelyezése kielégítő megoldás lehet.

## Táblázat
| nuklid jele | Z(p)                | N(n)                | izotóptömeg (u)     | felezési idő      | bomlási mód(ok)  | leány- izotóp(ok) | magspin | jellemző izotóp- összetétel (móltört) | természetes ingadozás (móltört) |
| nuklid jele | gerjesztési energia | gerjesztési energia | gerjesztési energia | felezési idő      | bomlási mód(ok)  | leány- izotóp(ok) | magspin | jellemző izotóp- összetétel (móltört) | természetes ingadozás (móltört) |
| ----------- | ------------------- | ------------------- | ------------------- | ----------------- | ---------------- | ----------------- | ------- | ------------------------------------- | ------------------------------- |
| 78Zr        | 40                  | 38                  | 77,95523(54)#       | 50# ms [>170 ns]  |                  |                   | 0+      |                                       |                                 |
| 79Zr        | 40                  | 39                  | 78,94916(43)#       | 56(30) ms         | β+, p            | 78Sr              | 5/2+#   |                                       |                                 |
| 79Zr        | 40                  | 39                  | 78,94916(43)#       | 56(30) ms         | β+               | 79Y               | 5/2+#   |                                       |                                 |
| 80Zr        | 40                  | 40                  | 79,9404(16)         | 4,6(6) s          | β+               | 80Y               | 0+      |                                       |                                 |
| 81Zr        | 40                  | 41                  | 80,93721(18)        | 5,5(4) s          | β+ (>99,9%)      | 81Y               | (3/2−)# |                                       |                                 |
| 81Zr        | 40                  | 41                  | 80,93721(18)        | 5,5(4) s          | β+, p (<,1%)     | 80Sr              | (3/2−)# |                                       |                                 |
| 82Zr        | 40                  | 42                  | 81,93109(24)#       | 32(5) s           | β+               | 82Y               | 0+      |                                       |                                 |
| 83Zr        | 40                  | 43                  | 82,92865(10)        | 41,6(24) s        | β+ (>99,9%)      | 83Y               | (1/2−)# |                                       |                                 |
| 83Zr        | 40                  | 43                  | 82,92865(10)        | 41,6(24) s        | β+, p (<0,1%)    | 82Sr              | (1/2−)# |                                       |                                 |
| 84Zr        | 40                  | 44                  | 83,92325(21)#       | 25,9(7) perc      | β+               | 84Y               | 0+      |                                       |                                 |
| 85Zr        | 40                  | 45                  | 84,92147(11)        | 7,86(4) perc      | β+               | 85Y               | 7/2+    |                                       |                                 |
| 85mZr       | 292,2(3) keV        | 292,2(3) keV        | 292,2(3) keV        | 10,9(3) s         | IT (92%)         | 85Zr              | (1/2−)  |                                       |                                 |
| 85mZr       | 292,2(3) keV        | 292,2(3) keV        | 292,2(3) keV        | 10,9(3) s         | β+ (8%)          | 85Y               | (1/2−)  |                                       |                                 |
| 86Zr        | 40                  | 46                  | 85,91647(3)         | 16,5(1) óra       | β+               | 86Y               | 0+      |                                       |                                 |
| 87Zr        | 40                  | 47                  | 86,914816(9)        | 1,68(1) óra       | β+               | 87Y               | (9/2)+  |                                       |                                 |
| 87mZr       | 335,84(19) keV      | 335,84(19) keV      | 335,84(19) keV      | 14,0(2) s         | IT               | 87Zr              | (1/2)−  |                                       |                                 |
| 88Zr        | 40                  | 48                  | 87,910227(11)       | 83,4(3) nap       | EC               | 88Y               | 0+      |                                       |                                 |
| 89Zr        | 40                  | 49                  | 88,908890(4)        | 78,41(12) óra     | β+               | 89Y               | 9/2+    |                                       |                                 |
| 89mZr       | 587,82(10) keV      | 587,82(10) keV      | 587,82(10) keV      | 4,161(17) perc    | IT (93,77%)      | 89Zr              | 1/2−    |                                       |                                 |
| 89mZr       | 587,82(10) keV      | 587,82(10) keV      | 587,82(10) keV      | 4,161(17) perc    | β+ (6,23%)       | 89Y               | 1/2−    |                                       |                                 |
| 90Zr        | 40                  | 50                  | 89,9047044(25)      | Stabil            | Stabil           | Stabil            | 0+      | 0,5145(40)                            |                                 |
| 90m1Zr      | 2319,000(10) keV    | 2319,000(10) keV    | 2319,000(10) keV    | 809,2(20) ms      | IT               | 90Zr              | 5−      |                                       |                                 |
| 90m2Zr      | 3589,419(16) keV    | 3589,419(16) keV    | 3589,419(16) keV    | 131(4) ns         |                  |                   | 8+      |                                       |                                 |
| 91Zr        | 40                  | 51                  | 90,9056458(25)      | Stabil            | Stabil           | Stabil            | 5/2+    | 0,1122(5)                             |                                 |
| 91mZr       | 3167,3(4) keV       | 3167,3(4) keV       | 3167,3(4) keV       | 4,35(14) µs       |                  |                   | (21/2+) |                                       |                                 |
| 92Zr        | 40                  | 52                  | 91,9050408(25)      | Stabil            | Stabil           | Stabil            | 0+      | 0,1715(8)                             |                                 |
| 93Zr        | 40                  | 53                  | 92,9064760(25)      | 1,53(10)·106 év   | β−               | 93Nb              | 5/2+    |                                       |                                 |
| 94Zr        | 40                  | 54                  | 93,9063152(26)      | Látszólag stabil  | Látszólag stabil | Látszólag stabil  | 0+      | 0,1738(28)                            |                                 |
| 95Zr        | 40                  | 55                  | 94,9080426(26)      | 64,032(6) nap     | β−               | 95Nb              | 5/2+    |                                       |                                 |
| 96Zr        | 40                  | 56                  | 95,9082734(30)      | 20(4)·1018 év     | β−β−             | 96Mo              | 0+      | 0,0280(9)                             |                                 |
| 97Zr        | 40                  | 57                  | 96,9109531(30)      | 16,744(11) óra    | β−               | 97mNb             | 1/2+    |                                       |                                 |
| 98Zr        | 40                  | 58                  | 97,912735(21)       | 30,7(4) s         | β−               | 98Nb              | 0+      |                                       |                                 |
| 99Zr        | 40                  | 59                  | 98,916512(22)       | 2,1(1) s          | β−               | 99mNb             | 1/2+    |                                       |                                 |
| 100Zr       | 40                  | 60                  | 99,91776(4)         | 7,1(4) s          | β−               | 100Nb             | 0+      |                                       |                                 |
| 101Zr       | 40                  | 61                  | 100,92114(3)        | 2,3(1) s          | β−               | 101Nb             | 3/2+    |                                       |                                 |
| 102Zr       | 40                  | 62                  | 101,92298(5)        | 2,9(2) s          | β−               | 102Nb             | 0+      |                                       |                                 |
| 103Zr       | 40                  | 63                  | 102,92660(12)       | 1,3(1) s          | β−               | 103Nb             | (5/2−)  |                                       |                                 |
| 104Zr       | 40                  | 64                  | 103,92878(43)#      | 1,2(3) s          | β−               | 104Nb             | 0+      |                                       |                                 |
| 105Zr       | 40                  | 65                  | 104,93305(43)#      | 0,6(1) s          | β− (>99,9%)      | 105Nb             |         |                                       |                                 |
| 105Zr       | 40                  | 65                  | 104,93305(43)#      | 0,6(1) s          | β−, n (<0,1%)    | 104Nb             |         |                                       |                                 |
| 106Zr       | 40                  | 66                  | 105,93591(54)#      | 200# ms [>300 ns] | β−               | 106Nb             | 0+      |                                       |                                 |
| 107Zr       | 40                  | 67                  | 106,94075(32)#      | 150# ms [>300 ns] | β−               | 107Nb             |         |                                       |                                 |
| 108Zr       | 40                  | 68                  | 107,94396(64)#      | 80# ms [>300 ns]  | β−               | 108Nb             | 0+      |                                       |                                 |
| 109Zr       | 40                  | 69                  | 108,94924(54)#      | 60# ms [>300 ns]  |                  |                   |         |                                       |                                 |
| 110Zr       | 40                  | 70                  | 109,95287(86)#      | 30# ms [>300 ns]  |                  |                   | 0+      |                                       |                                 |

1. ↑  A világegyetem koránál hosszabb felezési idejű izotópok félkövérrel vannak kiemelve
2. ↑  Rövidítések:
EC: Elektronbefogás
IT: Izomer átmenet
3. ↑  A stabil izotópok félkövérrel vannak kiemelve
4. 1 2 3 4 5 6  Hasadási termék
5. ↑  A legnehezebb elméletileg stabil nuklid
6. ↑  Hosszú felezési idejű hasadási termék
7. ↑  A várakozások szerint β−β− bomlással 94Mo-né alakul több mint 1,1·1017 év felezési idővel
8. ↑  Primordiális radionuklid
9. ↑  Elméletileg β−-bomlással 96Nb-tá is alakulhat

## Fordítás
Ez a szócikk részben vagy egészben  az   Isotopes of zirconium című angol Wikipédia-szócikk ezen változatának fordításán alapul.  Az eredeti cikk szerkesztőit annak laptörténete sorolja fel. Ez a jelzés csupán a megfogalmazás eredetét és a szerzői jogokat jelzi, nem szolgál a cikkben szereplő információk forrásmegjelöléseként.